# Halimocnemis villosa
Halimocnemis villosa là loài thực vật có hoa thuộc họ Dền. Loài này được Kar. & Kir. mô tả khoa học đầu tiên năm 1841.